# Geografía General del País Vasco-Navarro
Geografía General del País Vasco-Navarro es una obra coordinada por el geógrafo español Francisco Carreras y Candi, publicada por primera vez, en seis tomos, entre 1915 y 1921.

## Descripción
La obra, coordinada por Francisco Carreras y Candi, salió entre 1915 y 1921 del establecimiento editorial que Alberto Martín regentaba en Barcelona, en seis tomos diferentes. En el prólogo al primero de ellos, titulado «Nociones fundamentales de Geología», se asegura que la obra está dedicada «á difundir y vulgarizar el conocimiento de una región». Los contenidos se dividen entre volúmenes de la siguiente manera:
- primero, con textos generales escritos por Ramón Adán de Yarza, Telesforo de Aranzadi, Arturo Campión, Juan Carlos de Guerra, Apolinar Federico Gredilla, Vicente Laffite, Julio de Lazúrtegui y Félix López del Vallado;[3]
- segundo, dedicado a la provincia de Vizcaya, obra de Carmelo de Echegaray Corta;[4]
- tercero, sobre la provincia de Álava, escrito por Vicente Vera y López;[5]
- cuarto, sobre Navarra, obra de Julio Altadill;[6]
- quinto, acerca de la provincia de Guipúzcoa, confeccionado por Serapio Múgica;[7] y
- sexto, segundo volumen dedicado a Navarra, obra como el primero de Altadill.[2]

Más allá del primer volumen, que aglutina textos generales sobre diversas disciplinas, el resto ofrece datos sobre localidades, ríos, iglesias y otros aspectos de los diferentes pueblos de las cuatro provincias. El volumen dedicado a Guipúzcoa, por ejemplo, sigue el siguiente esquema: «situación, límites y extensión», «orografía», «hidrografía», «geología y paleontología», «espeleología», «climatología y seismología», «aspecto del país, producciones naturales», «la provincia y su organización», «agricultura, industria y comercio», «industria y comercio», «vías de comunicación», «usos y costumbres», «historias» y capítulos dedicados a cada uno de los partidos judiciales.